# Idriss Carlos Kameni
Idriss Carlos Kameni (Douala, 18. siječnja 1984.) je kamerunski nogometni vratar koji je trenutačno bez klupskog angažmana. Prvi je vratar kamerunske reprezentacije. Ponikao je u Kadji Sports Academy. Osvajač je olimpijskog zlata 2000., a 2002. je zajedno sa svojim suigračima osvojio i afrički kup nacija u Maliju. U sezoni 2006./07. proglašen je za najboljeg afričkog vratara.

## Vanjske poveznice
- Profil na Transfermarktu
- Profil na Soccerwayu